# Civitas Maxima
Pour les articles homonymes, voir Civitas (homonymie).
 (février 2022).
L'article doit être relu — et modifié si nécessaire — par des contributeurs indépendants pour apporter un regard critique aux contributions effectuées en violation des conditions d'utilisation de Wikipédia, tant sur la forme (notamment concernant le style encyclopédique, la proportionnalité) que sur le fond (la neutralité de point de vue, la qualité et l'indépendance des sources).
 (février 2022).
La mise en forme du texte ne suit pas les recommandations de Wikipédia : il faut le « wikifier ».
Les points d'amélioration suivants sont les cas les plus fréquents. Le détail des points à revoir est peut-être précisé sur la page de discussion.
- Les titres sont pré-formatés par le logiciel. Ils ne sont ni en capitales, ni en gras.
- Le texte ne doit pas être écrit en capitales (les noms de famille non plus), ni en gras, ni en italique, ni en « petit »…
- Le gras n'est utilisé que pour surligner le titre de l'article dans l'introduction, une seule fois.
- L'italique est rarement utilisé : mots en langue étrangère, titres d'œuvres, noms de bateaux, etc.
- Les citations ne sont pas en italique mais en corps de texte normal. Elles sont entourées par des guillemets français : « et ».
- Les listes à puces sont à éviter, des paragraphes rédigés étant largement préférés. Les tableaux sont à réserver à la présentation de données structurées (résultats, etc.).
- Les appels de note de bas de page (petits chiffres en exposant, introduits par l'outil «  Source ») sont à placer entre la fin de phrase et le point final[comme ça].
- Les liens internes (vers d'autres articles de Wikipédia) sont à choisir avec parcimonie. Créez des liens vers des articles approfondissant le sujet. Les termes génériques sans rapport avec le sujet sont à éviter, ainsi que les répétitions de liens vers un même terme.
- Les liens externes sont à placer uniquement dans une section « Liens externes », à la fin de l'article. Ces liens sont à choisir avec parcimonie suivant les règles définies. Si un lien sert de source à l'article, son insertion dans le texte est à faire par les notes de bas de page.
- La présentation des références doit suivre les conventions bibliographiques. Il est recommandé d'utiliser les modèles {{Ouvrage}}, {{Chapitre}}, {{Article}}, {{Lien web}} et/ou {{Bibliographie}}. Le mode d'édition visuel peut mettre en forme automatiquement les références.
- Insérer une infobox (cadre d'informations à droite) n'est pas obligatoire pour parachever la mise en page.

Pour une aide détaillée, merci de consulter Aide:Wikification.
Si vous pensez que ces points ont été résolus, vous pouvez retirer ce bandeau et améliorer la mise en forme d'un autre article.
Civitas Maxima est une ONG suisse fondée en 2012 dont la mission est de documenter les crimes de guerre et les crimes contre l'humanité et de fournir une aide juridique aux victimes afin de les soutenir dans leur quête de justice. Son siège est situé à Genève.

## Création et histoire
L'organisation Civitas Maxima a été fondée le 3 septembre 2012 par l'avocat suisse et défenseur des droits humains Alain Werner, à la suite de la guerres civiles au Liberia, afin de punir  les crimes impunis et de soutenir les nombreuses victimes avec soutien juridique.
Le nom de l'association est tiré de l'expression latine « civitas maxima » qui signifie « citoyenneté universelle » et se réfère à « un appel à nous tous, citoyens du monde, à assurer la justice pour tous les crimes internationaux ».
Basé à Genève et à la Haye, Civitas Maxima collabore étroitement avec son organisation sœur au Liberia, à Monrovia, le Global Justice and Research Project, également fondé en 2012.

## Activités
L'organisation soutient les victimes en menant des enquêtes et investigations dans les pays où les crimes ont été commis, puis en constituant et en déposant des dossiers (au civil et au pénal) auprès des juridictions compétentes et en représentant certaines victimes lors des procès.
L'organisation partage aussi son expertise à l’aide de son centre de connaissances et de formations (KTC) et en menant des programmes de sensibilisation.

## Procès
Depuis sa création, Civitas Maxima a participé et fourni des éléments d’enquêtes dans différents procès.

### Agnes Reeves Taylor
En 2017, Agnes Reeves Taylor, ex-femme de l'ancien président du Liberia Charles Taylor, est arrêtée à Londres. Elle est inculpée de sept chefs d'accusation de torture et d'un chef d'accusation de conspiration. Les faits incriminés remontent à la période 1989-1991, lors de la première guerre civile libérienne,. Le 6 décembre 2019, la Cour pénale central de Londres a décidé de rejeter les accusations portées contre Agnes Reeves Taylor.

### Alieu Kosiah
Alieu Kosiah est un ancien chef de guerre, membre du groupe armé Mouvement uni de libération pour la démocratie au Liberia (ULIMO), actif lors de la première guerre civile. Établi en Suisse depuis 1998, il est placé en détention provisoire à la suite d'une plainte déposée par des victimes libériennes.
Après cinq ans d'enquête pénale, le Ministère public de la Confédération inculpe Alieu Kosiah pour crimes de guerre. Le procès, plusieurs fois repoussé en raison d'Ebola puis du Covid-19, se tient entre fin 2020 et début 2021, au Tribunal pénal fédéral, à Bellinzone. En juin 2021, le Tribunal pénal fédéral condamne Alieu Kosiah à vingt ans de prison pour des crimes de guerre commis au Liberia.

### Gibril Massaquoi
En 2020, Gibril Massaquoi, ancien porte-parole du Front Révolutionnaire Uni de la Sierra Leone, est arrêté en Finlande. Il est accusé d'avoir commis des crimes de guerre et des crimes contre l'humanité au cours de la seconde guerre civile libérienne. Le procès s'ouvre en février 2021 en Finlande, avant de se déplacer à Monrovia puis à Freetown avant de retourner en Finlande,. Civitas Maxima participe à la documentation des crimes retenus contre Gibril Massaquoi.